# Fange Nr. 113
Fange Nr. 113 er en dansk stumfilm fra 1917, der er instrueret af Holger-Madsen efter manuskript af Carl Th. Dreyer.

## Handling
Inspektør Groot for tugthuset modtager svar på en ansøgning, han har indsendt til Justitsministeriet. Han er en ivrig repræsentant for den moderne straffepleje og har ansøgt ministeriet om tilladelse til forsøgsvis at lade sine fanger arbejde i det frie. Arbejdet med at opdyrke heden kunne mulig - således har inspektør Groot motiveret sin ansøgning - på samme tid modne og udvikle fangerne til et sundt og regelmæssigt liv og komme staten til nytte. Ministeriet bevilger ansøgningen. Blandt de fanger, der føres ud til den hedegård, hvor den første forsøgskoloni skal indkvarteres, er to mænd, der er blevet venner bag tugthusets mure - to mænd, der er vidt forskellige i ydre, karakter og herkomst. Den ene er William Førster, på grund af sin styrke kaldet "Smeden", den anden er den unge ingeniør Ruud, som på indicier er blevet dømt til tugthuset for "forsøg på mord". Han har i sin tid i retten energisk hævdet sin uskyldighed, men indicierne mod ham var for stærke. En trøst i den skuffelse, dommen beredte ham, var det, at hans kæreste, Ellen v. Holme, ikke mistede tilliden til ham, men tværtimod lovede, at han virkelig var uskyldig i den forbrydelse, han beskyldtes for at have begået.
En dag overtaler "Smeden" sin ven til at fortælle sin historie, og Ruud efterkommer anmodningen. Han var ingeniør på direktør v. Holmes ammunitionsfabrik. Hans nærmeste foresatte var den noget ældre ingeniør Falk, som gjorde åbenlys kur til direktørens datter, Ellen v. Holme, og derfor så med uvenlige øjne på, at der mellem den unge pige og Ruud var ved at udvikle sig et fortroligt forhold. En ydmygende irettesættelse fra Falk til Ruud forledte Ruud til at udstøde en trussel, der senere blev et meget vigtigt indicium mod ham. Dagen efter denne tildragelse hører Ruud skud fra et af våbenkamrene, og da han går ind, finder han Falk alvorligt såret. Falk angiver nu Ruud som ham, der affyrede skuddene, og Ruud dømmes på indicier til tugthuset. Nu skal "Smeden" løslades, og han lover Ruud at skaffe beviserne for dennes uskyld, og han går direkte fra tugthuset til Ellen v. Holme, der giver ham en meget betydningsfuld meddelelse. En dag, hun har været på cykeltur, har hun holdt hvil i en krohave, hvor hun overhørte et pars skænderi. Hun genkendte i parret en tidligere arbejder på hendes fars fabrik. Parret strejfrede nu om på landevejene som gøglere. Af skænderiet forstod Ellen, at manden truede den unge kvinde med prygl, og at hun forsøgte at redde sig ved at true med at røbe en hemmelighed, der åbenbart havde noget at gøre med mordforsøget på ingeniør Falk.
Da Ellen v. Holme har endt sin forklaring, er "Smeden" gennem den beskrivelse, hun har givet af gøgleren, allerede klar over, at denne er identisk med en tidligere kammerat, "Spanske Smith", hvem han beslutter sig til straks at opsøge for at lokke ud af ham, om det virkelig er ham, der har forsøgt at myrde ingeniør Falk. "Spanske Smith" er glad for at se sin gamle ven igen, og de to planlægger snart sammen et indbrud. Her pågribes "Spanske Smith" dog og tilstår, at han på grund af et jalousidrama havde stillet sig på vagt i våbenkammeret på v. Holmes fabrik og havde skudt efter Falk. Efter "Spanske Smiths" tilståelse bliver ingeniør Ruud selvfølgelig straks frigivet. Og som tak for den opofrelse og iver, "Smeden" har lagt for dagen, opretter Ruud, hvem en arv på 400.000 kroner pludselig har gjort velhavende, et hjem for løsladte fanger, hvor de kan leve trygt uden fare for at løbe panden mod deres fortid, og som forstander for dette hjem indsætter han den tidligere tugthusfange, kammeraten og vennen, William Førster.

## Medvirkende
- Svend Melsing - Aage Ruud, "Fange nr. 113"
- Peter Fjelstrup - Førster, kaldet "Smeden"
- Erik Holberg - Direktør von Holme
- Gudrun Bruun Stephensen - Ellen, von Holmes datter
- Peter Nielsen - "Spanske Smith"
- Alma Hinding - Kaja